# Nobila casă (serial)
Nobila casă este un serial de televiziune nord-american, produs și difuzat inițial de NBC în 1998. Bazat pe romanul cu același nume al lui James Clavell, are o distribuție numeroasă, printre care și Pierce Brosnan în rolul magnatului Ian Dunross, și este regizat de Gary Nelson. Din cauza restricțiilor de timp, mai multe intrigi secundare din carte nu sunt prezentate în ecranizare.
Este al doilea serial de televiziune adaptat după un roman al lui James Clavell, primul fiind „Shogun” (1989). Împrumutând elemente din realitate/istorie, acțiunea ambelor romane se desfășoară în același univers fictiv ca și un alt roman al lui Clavell, Tai-Pan, toate trei făcând parte împreună cu alte trei opere din ciclul „Saga asiatică”.

## Diferențe față de roman
Acțiunea romanului se desfășoară în 1960, însă cea din serial a fost mutată până spre sfârșitul anilor 1980.
Personajul Peter Marlowe, despre care se crede că este un alter-ego al scriitorului, și membrii Parlamentului nu mai sunt prezentați în serial.
Tip Tok-Toh a fost transformat dintr-un personaj de legătură cu Banca Chinei într-un bun prieten de-al lui Ian Dunross care apare adesea la anumite petreceri.

## Distribuția
- Pierce Brosnan - Ian Dunross
- Deborah Raffin - Casey Tcholok
- Ben Masters - Linc Bartlett
- John Rhys-Davies - Quillian Gornt
- Gordon Jackson - Supt. Armstrong
- Burt Kwouk - Phillip Chen
- Khigh Dheigh - Four Finger Wu
- Julia Nickson-Soul - Orlanda Ramos
- Richard Durden - Paul Havergill
- David Henry - Bruce Johnjohn
- Denholm Elliott - Alastair Struan
- Keith Bonnard - Tip Tok-toh
- Bennett Ohta - Richard Kwang
- Edward Petherbridge - Jason Plumm
- Tia Carrere - Venus Poon
- John Houseman - Sir Geoffrey Allison